# Amfreville-sur-Iton

Amfreville-sur-Iton este o comună în departamentul Eure, Franța. În 1 ianuarie 2022 avea o populație de 882 de locuitori.